# Győri ETO Football Club
El Győri Egyetértés Torna Osztály Football Club (en español: Club de Fútbol del Departamento de Gimnasia de la Concordia de Győri), es un club polideportivo de la ciudad húngara de Győr, localidad de tamaño medio situada en el noroeste del país. El club se fundó en 1904 como Győri Vagongyár ETO, aunque ha sufrido varios cambios de nombre desde entonces. Los colores del club son el verde y el blanco.
La sección de fútbol del club juega como local en el ETO Park, diseñado para albergar a 16.000 espectadores. Esta sección ha ganado hasta la actualidad cuatro Ligas (1963, 1982, 1983 y 2013) y cuatro Copas de Hungría (1965, 1966, 1967 y 1979). Durante la temporada 1964-65 el club, denominado entonces Vasas ETO Győr, logró alcanzar las semifinales de la Copa de Europa tras eliminar al BSG Chemie Leipzig, Lokomotiv de Sofía y DWS Amsterdam; en la semifinal fue apeado por el Benfica de Lisboa. En el año 1995 debutó el delantero Miklos Feher que terminaría siendo una de las promesas del fútbol húngaro. Jugó 3 temporadas en el Gyori, disputó 52 partidos y convirtió 22 goles en las temporadas de 1995 a 1998 hasta ser vendido al FC Porto. En el año 2004 (jugando en Benfica) Miklos Feher falleció en el campo de juego a causa de una "Arritmia Cardiaca". 
En el Gyori fue homenajeado con los máximos honores del estado.

## Cambios de nombre
- 1904: Győri Vagongyár ETO
- 1950: Győri Vasas SC ETO
- 1952: Győri Vasas
- 1953: Vasas SE Győr
- 1954: Wilhelm Pieck Vasas ETO SK Győr
- 1957: Magyar Wilhelm Pieck Vagon- és Gépgyár ETO Győr
- 1957: Győri Vasas ETO
- 1965: Rába ETO Győr
- 1985: Győri ETO FC
- 1992: Rába ETO FC Győr
- 1994: Győri ETO FC

## Entrenadores
| - Károly Fogl II (1938–39) - József Lóránt (1945–46) - Béla Farkas (1945–46) - Lajos Remmer (1946–47) - Pál Horváth (1947–48) - Lajos Baróti (1948–52) - Ferenc Magyar (1952) - Imre Pál Kovács (1952–54) - Rudolf Jeny (1955) - Imre Pál Kovács (1958–59) - István Orczifalvi (1960–62) - Ferenc Szusza (1962–63) - Nándor Hidegkuti (1963–65) - Ferenc Szusza (1966–68) - József Mészáros (1969–71) - Ágoston Dombos (1970–71) - László Győrfi (1971–72) - Ferenc Farsang (1972–75) | - Antal Pálfy (1975–76) - Tibor Palicskó (1976–78) - Imre Kovács (1978–81) - József Verebes (1981–86) - Imre Gellei (1986–87) - László Győrfi (1986–88) - Sándor Haász (1988–89) - Károly Pecze (1989–90) - Róbert Glázer (1990–92) - Lázár Szentes (1992) - Barnabás Tornyi (1992–93) - József Verebes (1993–95) - László Győrfi (1994–96) - József Póczik (1995–96) - Sándor Haász (1995–97) - László Keglovich (1997) - István Reszeli Soós (1997–99) - Károly Gergely (1999–00) | - József Garami (1999-2001) - Zoltán Varga (2001) - Zsolt Tamási (2001–03) - Aurél Csertői (2003) - József Kiprich (2003) - István Reszeli Soós (2003-2005) - János Csank (2005-2006) - János Pajkos (2006) - István Reszeli Soós (interino) (2006) - István Klement (2006-2007) - Sándor Egervári (2007-2009) - Dragoljub Bekvalac (2009) - Attila Pintér (2009-2011) - Aurél Csertői (2011-2012) - Attila Pintér (2012-2013) - Ferenc Horváth (2013-2014) - Vasile Miriuță (2014-2015) - Zoltán Németh (2015-) |

## Junta directiva
| Puesto                        | Name               |
| ----------------------------- | ------------------ |
| Presidente                    | Csaba Tarsoly      |
| Director gerencial            | Tibor Klement      |
| Director técnico              | Gyula Lencse       |
| Gerente del club              | Attila Horváth Cs. |
| Director juvenil              | Dezső Liszkai      |
| Scout manager                 | Ottó Vincze        |
| Director de seguridad         | Tamás Schubert     |
| Director de mercadeo y ventas | János Závodszky    |
| Jefe de finanzas              | Mrs. Jószefné Rácz |

## Palmarés
- Nemzeti Bajnokság I: 4

1963, 1982, 1983, 2013
- NBIII: 1

2017
- Copa de Hungría: 4

1965, 1966, 1967, 1979
- Magyar Szuperkupa: 1

2013

## Participación en competiciones de la UEFA
| Temporada | Torneo                 | Ronda            | Club                  | Casa | Visita | Global    |  |
| --------- | ---------------------- | ---------------- | --------------------- | ---- | ------ | --------- |  |
| 1964–65   | European Cup           | Preliminar       | Chemie Leipzig        | 4–2  | 2–0    | 6–2       |  |
|           |                        | 1                | PFC Lokomotiv Sofia   | 5–3  | 3–4    | 8–7       |  |
|           |                        | 1/4              | DWS                   | 1–0  | 1–1    | 2–1       |  |
|           |                        | Semifinales      | SL Benfica            | 0–1  | 0–4    | 0–5       |  |
| 1966–67   | UEFA Cup Winners' Cup  | 1                | ACF Fiorentina        | 4–2  | 0–1    | 4–3       |  |
|           |                        | 2                | SC Braga              | 3–0  | 0–2    | 3–2       |  |
|           |                        | 1/4              | Standard Liége        | 2–1  | 0–2    | 2–3       |  |
| 1967–68   | UEFA Cup Winners' Cup  | 1                | Apollon Limassol      | 5–0  | 4–0    | 9–0       |  |
|           |                        | 2                | AC Milan              | 2–2  | 1–1    | 3–3 (a)   |  |
| 1968–69   | UEFA Cup Winners' Cup  | 1                | Dinamo Bucureşti      | x    | x      | w/o       |  |
| 1969–70   | Inter-Cities Fairs Cup | 1                | Lausanne Sports       | 2–1  | 2–1    | 4–2       |  |
|           |                        | 2                | FC Barcelona          | 2–3  | 0–2    | 2–5       |  |
| 1974–75   | UEFA Cup               | 1                | PFC Lokomotiv Plovdiv | 3–1  | 1–3    | 4–4 (a)   |  |
|           |                        | 2                | Fortuna Düsseldorf    | 2–0  | 0–3    | 2–3       |  |
| 1979–80   | UEFA Cup Winners' Cup  | 1                | Juventus FC           | 2–1  | 0–2    | 2–3       |  |
| 1982–83   | European Cup           | 1                | Standard Liège        | 3–0  | 0–5    | 3–5       |  |
| 1983–84   | European Cup           | 1                | Vikingur KF           | 2–1  | 2–0    | 4–1       |  |
|           |                        | 2                | Dinamo Minsk          | 3–6  | 1-3    | 4–9       |  |
| 1984–85   | UEFA Cup               | 1                | Manchester United     | 2–2  | 0–3    | 2–5       |  |
| 1985–86   | UEFA Cup               | 1                | FC Bohemians Praha    | 3–1  | 1–4    | 4–5 (aet) |  |
| 1986–87   | UEFA Cup               | 1                | Dinamo Minsk          | 0–1  | 4–2    | 4–3       |  |
|           |                        | 2                | Torino FC             | 1–1  | 0–4    | 1–5       |  |
| 1989      | UEFA Intertoto Cup     | Grupo 4          | Grasshopper FC        | 1–0  | 1–2    |           |  |
| 1989      | UEFA Intertoto Cup     | Grupo 4          | VfB Admira Wacker     | 5–0  | 1–5    |           |  |
| 1989      | UEFA Intertoto Cup     | Grupo 4          | Brøndby IF            | 1–0  | 1–1    |           |  |
| 2003      | UEFA Intertoto Cup     | 1                | Ethnikos Achnas       | 1–1  | 2–2    | 3–3 (a)   |  |
|           |                        | 2                | Racing Santander      | 2–1  | 0–1    | 2–2 (a)   |  |
| 2008–09   | UEFA Cup               | Clasificatoria 1 | FC Zestaponi          | 1–1  | 2–1    | 3–2       |  |
|           |                        | Clasificatoria 2 | VfB Stuttgart         | 1–4  | 1–2    | 2–6       |  |
| 2010–11   | UEFA Europa League     | Clasificatoria 1 | Nitra                 | 3–1  | 2–2    | 5–3       |  |
|           |                        | Clasificatoria 2 | Atyrau                | 2–0  | 3–0    | 5–0       |  |
|           |                        | Clasificatoria 3 | Montpellier           | 0–1  | 1–0    | 1–1 (p)   |  |
|           |                        | Play-off         | Dinamo Zagreb         | 0–2  | 1–2    | 1–4       |  |
| 2013–14   | UEFA Champions League  | Clasificatoria 2 | Maccabi Tel Aviv F.C. | 0–2  | 1–2    | 1–4       |  |
| 2014–15   | UEFA Europa League     | Clasificatoria 2 | IFK Göteborg          | 0–3  | 1–0    | 1–3       |  |

### Récord ante países de la oposición
| País                          | J   | G  | E  | P  | GF  | GC  | GD  |
| ----------------------------- | --- | -- | -- | -- | --- | --- | --- |
| Austria                       | 2   | 1  | 0  | 1  | 6   | 5   | 1   |
| Bélgica                       | 4   | 2  | 0  | 2  | 5   | 8   | -3  |
| Bulgaria                      | 4   | 2  | 0  | 2  | 12  | 11  | 1   |
| Croacia                       | 2   | 0  | 0  | 2  | 1   | 4   | -3  |
| Checoslovaquia                | 2   | 1  | 0  | 1  | 4   | 5   | -1  |
| Chipre                        | 4   | 2  | 2  | 0  | 12  | 3   | 9   |
| Dinamarca                     | 2   | 1  | 1  | 0  | 2   | 1   | 1   |
| República Democrática Alemana | 2   | 2  | 0  | 0  | 6   | 2   | 4   |
| Inglaterra                    | 2   | 0  | 1  | 1  | 2   | 5   | -3  |
| Francia                       | 2   | 1  | 0  | 1  | 1   | 1   | 0   |
| Georgia                       | 2   | 1  | 1  | 0  | 2   | 1   | 1   |
| Alemania                      | 2   | 0  | 0  | 2  | 2   | 6   | -4  |
| Grecia                        | 8   | 4  | 2  | 2  | 14  | 14  | 0   |
| Islandia                      | 2   | 2  | 0  | 0  | 4   | 1   | 3   |
| Israel                        | 2   | 0  | 0  | 2  | 0   | 2   | -2  |
| Italia                        | 8   | 2  | 3  | 3  | 10  | 14  | -4  |
| Kazajistán                    | 2   | 2  | 0  | 0  | 5   | 0   | 5   |
| Países Bajos                  | 2   | 1  | 1  | 0  | 2   | 1   | 1   |
| Polonia                       | 2   | 0  | 0  | 2  | 1   | 3   | -2  |
| Portugal                      | 4   | 1  | 0  | 3  | 3   | 7   | -4  |
| Eslovaquia                    | 2   | 1  | 1  | 0  | 5   | 3   | 2   |
| Unión Soviética               | 4   | 1  | 0  | 3  | 8   | 12  | -4  |
| España                        | 4   | 1  | 0  | 3  | 4   | 7   | -3  |
| Suecia                        | 2   | 1  | 0  | 1  | 1   | 3   | -2  |
| Suiza                         | 4   | 3  | 0  | 1  | 6   | 4   | 2   |
| Alemania Occidental           | 2   | 1  | 0  | 1  | 2   | 3   | -1  |
| Totales                       | 171 | 71 | 32 | 88 | 287 | 252 | +35 |

## Otras secciones deportivas
El Győri ETO tiene varias secciones deportivas que han alcanzado títulos nacionales e internacionales. Tanto la sección masculina como femenina de balonmano han logrado varios títulos nacionales; además la sección masculina se hizo con la Copa EHF en 1986 (con el nombre de Raba Vasas ETO Győr). La sección femenina alcanzó la final de la Recopa de Europa el año 2006, y las semifinales de la Copa de Europa en 2007.